# Торки (Енглеска)
Торки (енгл. Torquay) је град у Уједињеном Краљевству у Енглеској. Према процени из 2007. у граду је живело 66.472 становника.

## Становништво
Према процени, у граду је 2008. живело 66.472 становника.
| 1981.  | 1991.  | 2001.  |
| ------ | ------ | ------ |
| 54,430 | 59,587 | 62,968 |